# Костандін Ерзнкаці
Костандін Ерзнкаці (вірм. Կոստանդին Երզնկացի)  — вірменський поет XIII століття. 

## З біографії
Народився близько 1250,року в місті Ерзнка. Збереглося свідчення Ерзнкаці про те, що, коли йому було 15 років, він навчався в монастирі. Дослідники вважають, що, він рано сформувався як поет і невдовзі пішов з монастиря та почав вести світське життя. Судячи з віршів поета, життя у нього було доволі важким: нерозділена любов, численні вороги, що переслідували його. Відомо, що вже у 80-і роки XIII століття Костандін Ерзнкаці був визнаним поетом: на його смерть Мхітар Ерзнкаці написав плач, який, щоправда, не має точного датування. Помер Костандін Ерзнкаці на початку XIV століття. 